# Николаос Панайоту
Николаос (Никос) Панайоту или капитан Кумбурас (на гръцки: Νικόλαος (Νίκος) Παναγιώτου, καπετάν Κουμπούρας) е гръцки военен и революционер, деец на Гръцката въоръжена пропаганда в Македония от началото на XX век.

## Биография
Николаос Панайоту е роден в 1880 година в Агринио, Етолоакарнания. Става военен и достига сержантски чин. Панайоту се присъединява към гръцката пропаганда в Македония. На 13 юли 1907 година Димитър Гоголаков заедно с четирима четници - Янис Урдас, Михалис Узунис, Теодорос Турлендес и Панайоту - влиза в сярската махала Каменица и се установява в къщата на свещеник в църквата „Благовещение Богородично“, но е предаден от българина Дико на турските власти. Кварталът е обкръжен от турска войска и нередовни части. Гоголаков с четниците си се барикадира в камбанарията на църквата и оказва петчасова съпротива. Турлендес и Узунис загиват, а Панайоту и Урдас са ранени. За да не попадне в плен Гоголаков се самоубива. Панайоту е обесен заедно с Янис Урдас на площада в Сяр на 3 декември 1907 година.
Близо до кметството на Агринио е издигнат паметник на Николаос Панайоту.